# Aksana Drahun
Aksana Drahun, en biélorusse Аксана Драгун et en russe Оксана Владимировна Драгун est une athlète biélorusse spécialiste du 100 mètres née le 19 mai 1981 à Baranavitchy. Elle a remporté ses trois médailles internationales grâce aux relais 4 × 100 mètres.

## Carrière

### Palmarès
| Date | Compétition                    | Lieu      | Épreuve               | Résultat | Performance |
| ---- | ------------------------------ | --------- | --------------------- | -------- | ----------- |
| 2003 | Championnats d'Europe espoirs  | Bydgoszcz | 100 mètres            | 3e       | 11 s 48     |
| 2003 | Championnats du monde          | Paris     | Relais 4 × 100 mètres | 7e       | 43 s 47     |
| 2005 | Championnats du monde          | Helsinki  | Relais 4 × 100 mètres | 3e       | 42 s 56     |
| 2006 | Championnats d'Europe          | Göteborg  | Relais 4 × 100 mètres | 3e       | 43 s 37     |
| 2007 | Championnats du monde          | Osaka     | Relais 4 × 100 mètres | 6e       | 43 s 37     |
| 2008 | Jeux olympiques                | Pékin     | Relais 4 × 100 mètres | 6e en q. | 43 s 69     |
| 2009 | Championnats d'Europe en salle | Italie    | 60 mètres             | 5e       | 7 s 43      |

### Records
| Épreuve    | Performance | Lieu     | Date            |
| ---------- | ----------- | -------- | --------------- |
| 60 mètres  | 7 s 20      | Moguilev | 22 février 2008 |
| 100 mètres | 11 s 28     | Minsk    | 21 juillet 2005 |